# Le Biot
Le Biot – miejscowość i gmina we Francji, w regionie Owernia-Rodan-Alpy, w departamencie Górna Sabaudia.
Według danych na rok 1990 gminę zamieszkiwały 333 osoby, a gęstość zaludnienia wynosiła 25 osób/km² (wśród 2880 gmin regionu Rodan-Alpy Le Biot plasuje się na 1297. miejscu pod względem liczby ludności, natomiast pod względem powierzchni na miejscu 887.).

## Populacja

Populacja Le Biot w latach 1962–2008